# Tetsuya Funatsu
Tetsuya Funatsu (japanisch 舩津 徹也 Funatsu Tetsuya; * 9. Februar 1987 in der Präfektur Osaka) ist ein japanischer Fußballspieler.

## Karriere
Funatsu erlernte das Fußballspielen in der Universitätsmannschaft der Biwako Seikei Sport College. Seinen ersten Vertrag unterschrieb er 2009 bei Kataller Toyama. Der Verein spielte in der zweithöchsten Liga des Landes, der J2 League. Für den Verein absolvierte er 99 Ligaspiele. 2012 wurde er an den Erstligisten Cerezo Osaka ausgeliehen. Für den Verein absolvierte er fünf Erstligaspiele. 2013 kehrte er zu Kataller Toyama zurück. Für den Verein absolvierte er 37 Ligaspiele. 2014 wechselte er zum Ligakonkurrenten Montedio Yamagata. 2014 erreichte er das Finale des Kaiserpokal. Am Ende der Saison 2014 stieg der Verein in die J1 League auf. Für den Verein absolvierte er 22 Ligaspiele. 2016 wechselte er zum Zweitligisten Thespakusatsu Gunma. Am Ende der Saison 2017 stieg der Verein in die dritte Liga ab. 2019 wurde er mit dem Verein Vizemeister der dritten Liga und stieg wieder in die zweite Liga auf. Nach 157 Zweit- und Drittligaspielen wechselte er im Januar 2021 nach Gifu zum Drittligisten FC Gifu.

## Erfolge
Montedio Yamagata
- Kaiserpokal

Finalist: 2014